# Leonardo Zeevaert
Leonardo Zeevaert Wiechers  fue un ingeniero civil mexicano. Nació el 27 de noviembre de 1914 en la ciudad de Córdoba, Veracruz, México. Falleció el 16 de febrero de 2010.

## Historia
Realizó sus estudios de secundaria en el Colegio Alemán, y sus estudios de preparatoria en la Escuela Nacional Preparatoria (Colegio de San Ildefonso). Ingresó en 1932 a la entonces Escuela Nacional de Ingenieros de la Universidad Nacional de México, en donde obtuvo el título de Ingeniero Civil en 1939.
La inquietud por ampliar sus conocimientos le llevó al Instituto Tecnológico de Massachusetts, al que ingreso en 1939 para realizar estudios de posgrado en ingeniería civil. En su plan de estudios incluyó la asignatura de mecánica de suelos que impartía D.W. Taylor, asignatura por la cual después sentiría una poderosa atracción. En 1940 obtuvo el grado de maestría, con una tesis sobre fotoelasticidad.
El conocimiento adquirido en los Estados Unidos lo aplicó en beneficio de México, cuando al regresar ingresó a la Comisión Nacional de Irrigación, además destinó parte de su tiempo a brindar servicios de ingeniero consultor.
En 1942, por recomendación del profesor Taylor, conoció a Karl Von Terzaghi, con quien tuvo la oportunidad de colaborar en la investigación de la estabilidad de las cortinas de relleno hidráulico del Sistema Hidráulico Necaxa. Para ello pasó tres meses en la oficina de Terzaghi, en la Universidad de Harvard para realizar la planeación de la investigación y, posteriormente, residió varios más en el sitio de la presa. Esto fue el inicio de una gran amistad entre ambos de la que obtuvo valiosas enseñanzas. Por este motivo, la Sociedad Mexicana de Mecánica de Suelos le pidió hacer la semblanza de Terzaghi en 1983 con motivo del centenario de su nacimiento.
Su constante superación y la relación con Terzaghi hicieron que éste lo invitara, en 1947, a colaborar con él en la Universidad de Illinois, en problemas especiales de mecánica de suelos, donde tuvo el nombramiento de investigador visitante. Dos años después obtuvo el grado de PhD en ingeniería en dicha universidad con la tesis "Investigación de las propiedades mecánicas de la arcilla lacustre volcánica de la ciudad de México".
Junto con un grupo de destacados especialistas fundó en 1954, la Sociedad Mexicana de Mecánica de Suelos, de la cual fue su primer presidente, cargo en el que permaneció hasta 1968. Su prestigio internacional fue patente al haberle nombrado la Sociedad Internacional de Mecánica de Suelos, vicepresidente por Norteamérica, durante el período 1961-1965.

## En la docencia
Su vasta actividad docente la inició en 1941, fue el primer profesor de mecánica de suelos e ingeniería de cimentaciones en la Facultad de Ingeniería de la UNAM, labor que desempeñó hasta 1974, año en el fue invitado a colaborar en la Sección de Mecánica de Suelos de la División de Estudios de Posgrado de la Facultad de Ingeniería para que impartiera la asignatura de Cimentaciones, lo que dio origen a la cátedra de Cimentaciones, y a los seminarios de Cimentaciones Superficiales y de Cimentaciones Profundas, cursos que son sinónimo de excelencia y motivo de orgullo para la DEPFI.
Su experiencia como profesional y como maestro la resumió en el libro Foundation Engineering for Difficult Subsoil Conditions (Ingeniería de cimentación para condiciones difíciles del subsuelo), del cual su segunda edición (1983) se encuentra agotada. Este libro sirve de texto a los alumnos del posgrado y de libro de consulta en el nivel internacional; el libro ha sido traducido al chino y al polaco. Su segundo libro lo publicó en 1980 con el título Interacción Suelo-Estructura de Cimentaciones cuyo borrador tuve el honor de revisar. Su tercer libro lleva el título Sismo-geodinámica de la superficie del suelo, en éste resume su vasta experiencia sobre el comportamiento de las edificaciones ante la acción de los sismos de 1985.
Contribuyó en la elaboración de otros libros publicados en el extranjero, entre los que destacan: el volumen en honor del Prof. Nathan V. Newmark; el libro en honor de De Beer y, el más reciente, el Ground Engineer's Reference Book, editado en Inglaterra.
Como reconocimiento a su labor, en 1986 la Universidad Nacional Autónoma de México lo designó profesor emérito y en 1989 le otorgó el Premio Universidad Nacional en el área de Innovación Tecnológica.
En 1994, el Colegio Alemán le otorgó el Premio Alexander Von Humboldt y la medalla Cum Laude en el área de Ciencia y Tecnología. El Instituto Politécnico Nacional honró a Zeevaert, al instituir en 1993 la Conferencia Leonardo Zeevaert, en la Semana de la Geotecnia.
En el aspecto docente, Zeevaert fue invitado a impartir conferencias y cursos sobre mecánica de suelos e ingeniería sísmica en universidades tanto de los Estados Unidos, Asia, Centro y Sudamérica.

## En la investigación
Puede considerarse que su actividad como investigador empezó en 1940, su preocupación por conocer la distribución de esfuerzos bajo las estructuras hizo que un año después publicara su primer trabajo sobre mecánica de suelos titulado Distribución de esfuerzos en la base de un terraplén.
Una de las aportaciones más importantes del trabajo profesional de Zeevaert lo constituye la búsqueda de soluciones y métodos de cálculo para diferentes problemas de cimentaciones tanto para solicitaciones estáticas como sísmicas. En el primer aspecto se pueden mencionar los sistemas de cimentación empleados exitosamente en la Ciudad de México, basados en los conceptos de cimentaciones compensadas mediante cajones y cimentaciones compensadas con pilotes de fricción, considerando, en este caso, el efecto de la fricción negativa.
Otra importante aportación se manifiesta desde su tesis doctoral, en la que hizo patente su inquietud por comprender el comportamiento de materiales tan compresibles como los sedimentos lacustres de la Ciudad de México. Al respecto desarrolló el concepto de "viscosidad intergranular" para explicar y calcular el fenómeno de consolidación secundaria.
Para el análisis y diseño de excavaciones profundas aportó ideas fundamentales al considerar redes de flujo horizontal para medios estratificados, e investigó el origen del hundimiento regional de la ciudad de México. En lo relativo a la interacción suelo-estructura elaboró su primer trabajo en 1946, cuyas ideas fundamentales ha seguido desarrollando a través del tiempo; éstas las resumió en su libro publicado en 1980.
Otro tópico de gran interés para Zeevaert ha sido el comportamiento sísmico de cimentaciones y estructuras; sus trabajos de 1947 pueden considerarse pioneros en el tema. Su preocupación por realizar mediciones e incorporar esta información en el diseño sísmico de obras de ingeniería lo llevó a proponer la instalación de dos acelerógrafos de tres componentes, uno de los cuales fue colocado a fines de 1961 en la cimentación de la Torre Latinoamericana y el otro en el Alameda Central. La trascendencia de la propuesta se constató durante los sismos del 11 y 19 de mayo de 1962, ya que se obtuvo por primera vez en México la información instrumental para el cálculo de los espectros de respuesta del centro de la Ciudad de México, y que sirvieron de base para formular el Reglamento para Diseño Sísmico del Distrito Federal. La Torre Latinoamericana tuvo un comportamiento dinámico que se calificó excelente durante el sismo de 1957, por lo que el American Institute for Steel Construction otorgó a Zeevaert un premio especial después del sismo. Este premio fue el primero que se concedió al edificio más alto localizado fuera de los Estados Unidos, cimentado en un subsuelo de condiciones difíciles y sujeto a sismos intensos. En 1986 The International Iron and Steel Institute le otorgó el premio al diseñador de una estructura de acero de 43 pisos que ha resistido cinco sismos de gran intensidad.
En el diseño de la cimentación de la Torre Latinoamericana utilizó un método para calcular los períodos de resonancia del subsuelo, cuya aproximación se verificó en el sismo de 1957. Esto le hizo encontrar la forma de obtener los parámetros que requeriría su procedimiento de cálculo, lo que le impulsó a diseñar en 1965 el péndulo de torsión libre.
Una línea de investigación de Leonardo Zeevaert poco conocida es la de la ingeniería de costas. Al respecto ha publicado poco; sin embargo, su participación como consultor en el tema data de muchos años.

## En la práctica profesional
Si la obra de Zeevaert como investigador es vasta, más lo fue su práctica profesional. Como ya se mencionó, desde el principio de su actividad como ingeniero le llamaron poderosamente la atención los sedimentos lacustres de la Ciudad de México, tanto por el interés de adquirir conocimientos sobre el tema, como por la necesidad de incorporarlos en el análisis y diseño de proyectos en los que el factor de seguridad tenía que ser alto. Toda la investigación al respecto y su experiencia la ha aplicado en cada una de sus obras, más de 700, entre las que destacan, el edificio de Seguros La Comercial, la Bolsa de Valores de México, el Banco de Comercio, la Embajada Americana, el Puerto de Liverpool, el Hotel María Isabel, etc. Entre los innumerables proyectos, sin duda su obra más conocida que constituye uno de los símbolos de la Ciudad de México y por la que Zeevaert siente un gran orgullo y cariño muy particular, es la Torre Latinoamericana. Para valorar este magnífico proyecto debe tomarse en cuenta que se realizó hace más de 49 años, cuando Zeevaert tenía 36 años de edad.
Con un procedimiento de su invención diseñó dos edificios colgantes; el de la Compañía de Seguros Monterrey y el de Celanese Mexicana. Fue consultor de empresas privadas tanto nacionales como extranjeras; asimismo desarrolló importantes funciones como asesor de instituciones del gobierno. Realizó estudios para la expansión y construcción de fábricas e industrias de equipos pesado, acerías, fábricas de papel y silos.
En lo relativo a ingeniería de costas hizo estudios sobre navegación en ríos, acción de oleajes sobre la costa, e hidráulica de lagunas marginales. Para el diseño de un puerto de altura en Acapulco, en la laguna de Tres Palos, realizó importantes estudios sobre la corriente litoral y su acción, y con ello diseñó el canal de entrada. Diseñó el puerto y marina para pequeñas embarcaciones del hotel Las Hadas en Manzanillo, Col., además, de puertos y marinas en el Estero de Punta Banda, Baja California, y en Careyes, Jalisco.
Para orgullo del país, los doctores Ignacio Chávez y Leonardo Zeevaert, como reconocimiento a su prestigio internacional y vasta experiencia en sus respectivas áreas, recibieron la distinción de contribuir en 1964 al contenido de la Cápsula del Tiempo que fue enterrada en la sede de la Feria Mundial de Nueva York de 1964. A cargo de Zeevaert estuvo el resumen de la ingeniería desde 1938.
Debido a su brillante trayectoria profesional, en 1987, la American Society of Civil Engineers lo invitó a impartir la Twenty-third Terzaghi Lecture, fue el único mexicano que ha recibido esta distinción.